# Abdij Schuttern
De abdij Schuttern was een benedictijner abdij in Baden-Württemberg.
In de tijd van Pirminius (overleden in 753) bestond er een klooster te Schuttern dat door hem onder de benedictijner regel werd gesteld. In een document uit 817 wordt het tot de veertien belangrijkste rijksabdijen gerekend. Keizer Otto II kende de abdij het recht van een vrij abtskeuze toe. Keizer Hendrik II verbond de abdij met het door hem gestichte prinsbisdom Bamberg en schonk het veel goederen. De hertogen van Zähringen zijn de eerste voogden die traceerbaar zijn. Na hen waren de heren van Diersberg (1235) voogd over het klooster. Aan het eind van de dertiende eeuw kwam de voogdij aan de heren van Geroldseck, die ter bescherming van de kloostergoederen de burcht Landeck bouwden. De voogden vormden echter eerder een bedreiging dan een bescherming van de abdij. Zij bouwden een slot bij de abdij en de stad Schuttern (1327 vermeld).
In 1333 verbrandden de burgers van de rijksstad Straatsburg slot, stad en klooster in de Schwanauer Oorlog die zij met de heren van Geroldseck voerden.
Tijdens de Landshuter Successieoorlog kwam de voogdij aan het keurvorstendom Palts, maar keizer Maximiliaan I gaf de voogdij in 1506 terug aan de heren van Geroldseck tot ongenoegen van de abdij.
Paragraaf 26 van de Reichsdeputationshauptschluss van 25 februari 1803 kende de abdij toe aan het vorstendom Heitersheim.
Artikel 19 van de Rijnbondakte van 12 juli 1806 voegde het vorstendom Heitersheim en dus ook Schuttern bij het groothertogdom Baden.
Op 31 augustus 1808 werd de abdij door het groothertogdom Baden opgeheven.